# Miasta w Indonezji
Według danych oficjalnych pochodzących z 2010 roku Indonezja posiadała ponad 90 miast o ludności przekraczającej 12 tys. mieszkańców. Stolica kraju Dżakarta jako jedyne miasto liczyło ponad 5 milionów mieszkańców; 10 miast z ludnością 1÷5 mln.; 14 miast z ludnością 500÷1000 tys.; 54 miast z ludnością 100÷500 tys.; 8 miast z ludnością 50÷100 tys. oraz reszta miast poniżej 50 tys. mieszkańców. 

## Największe miasta w Indonezji
Największe miasta w Indonezji według liczebności mieszkańców (stan na 01.05.2010):
| L.p. | Miasto            | Prowincja          | Liczba ludności |
| ---- | ----------------- | ------------------ | --------------- |
| 1.   | Dżakarta          | Dżakarta           | 9 607 787       |
| 2.   | Surabaja          | Jawa Wschodnia     | 2 765 487       |
| 3.   | Bandung           | Jawa Zachodnia     | 2 394 873       |
| 4.   | Bekasi            | Jawa Zachodnia     | 2 334 871       |
| 5.   | Medan             | Sumatra Północna   | 2 097 610       |
| 6.   | Tangerang         | Banten             | 1 798 601       |
| 7.   | Depok             | Jawa Zachodnia     | 1 738 570       |
| 8.   | Semarang          | Jawa Środkowa      | 1 520 481       |
| 9.   | Palembang         | Sumatra Południowa | 1 440 678       |
| 10.  | Makasar           | Celebes Południowy | 1 331 391       |
| 11.  | Tangerang Selatan | Banten             | 1 290 322       |

## Alfabetyczna lista miast w Indonezji
Miasta w Indonezji mające status kota podzielone według prowincji:

### Sumatra

#### Aceh
- Banda Aceh
- Langsa
- Lhokseumawe
- Sabang
- Subulussalam

#### Wyspy Bangka i Belitung
- Pangkal Pinang

#### Bengkulu
- Bengkulu

#### Jambi
- Jambi
- Sungaipenuh

#### Lampung
- Bandar Lampung
- Metro

#### Sumatra Południowa
- Lubuklinggau
- Pagar Alam
- Palembang
- Prabumulih

#### Sumatra Północna
- Binjai
- Gunungsitoli
- Medan
- Padang Sidempuan
- Pematang Siantar
- Sibolga
- Tanjung Balai
- Tebing Tinggi

#### Riau
- Dumai
- Pekanbaru

#### Wyspy Riau
- Batam
- Tanjungpinang

#### Sumatra Zachodnia
- Bukittinggi
- Padang
- Padangpanjang
- Pariaman
- Payakumbuh
- Sawahlunto
- Solok

### Jawa

#### Banten
- Cilegon
- Serang
- Tangerang
- Tangerang Selatan

#### Dżakarta
- Dżakarta Zachodnia
- Dżakarta Centralna
- Dżakarta Północna
- Dżakarta Wschodnia
- Dżakarta Południowa

#### Yogyakarta
- Yogyakarta

#### Jawa Środkowa
- Magelang
- Pekalongan
- Salatiga
- Semarang
- Surakarta
- Tegal

#### Jawa Wschodnia
- Batu
- Blitar
- Kediri
- Madiun
- Malang
- Mojokerto
- Pasuruan
- Probolinggo
- Surabaja

#### Jawa Zachodnia
- Bandung
- Banjar
- Bekasi
- Bogor
- Cimahi
- Cirebon
- Depok
- Sukabumi
- Tasikmalaya

### Kalimantan

#### Borneo Południowe
- Banjarbaru
- Banjarmasin

#### Borneo Środkowe
- Palangka Raya

#### Borneo Wschodnie
- Balikpapan
- Bontang
- Samarinda

#### Borneo Północne
- Tanjung Selor
- Tarakan

#### Borneo Zachodnie
- Pontianak
- Singkawang

### Celebes

#### Gorontalo
- Gorontalo

#### Celebes Południowo-Wschodni
- Bau-Bau
- Kendari

#### Celebes Południowy
- Makasar
- Palopo
- Parepare

#### Celebes Północny
- Bitung
- Kotamobagu
- Manado
- Tomohon

#### Celebes Środkowy
- Palu

#### Celebes Zachodni
- Mamuju

### Małe Wyspy Sundajskie

#### Bali
- Denpasar

#### Małe Wyspy Sundajskie Wschodnie
- Kupang
- Bajawa

#### Małe Wyspy Sundajskie Zachodnie
- Bima
- Mataram

### MolukiiNowa Gwinea

#### Moluki
- Ambon
- Tual

#### Moluki Północne
- Ternate
- Tidore Kepulauan

#### Papua Południowo-Zachodnia
- Sorong[1]

#### Papua
- Jayapura